# IC2 (Dänische Privatbahnen)
Der IC2 (frühere Bezeichnung RL2D) ist ein dänischer, zweiteiliger Dieseltriebzug für den regionalen Verkehr, der 1997 von Adtranz in Randers (heute Teil von Alstom Transport Danmark) in 13 Exemplaren an dänische Privatbahnen ausgeliefert wurde.
Der Zugtyp ist abgeleitet von der Baureihe DSB MF, die auch als IC3 bezeichnet wird, und verfügt über das gleiche flexible und leicht erkennbare Frontkupplungssystem wie die anderen Flexliner der DSB. Im Gegensatz zum DSB MF sind die IC2 mit einem Niederflurwagen, einem zusätzlichen Türteil und wassergekühlten anstelle von luftgekühlten Motoren ausgestattet. Der Kraftstoffverbrauch beträgt 0,8 Liter pro km. Die Abwärme von den Motoren wird verwendet, um mit dem Kühlwasser den Zug zu heizen.
Die IC2-Triebzüge waren der erste größere Ersatz für die bei den Privatbahnen weit verbreiteten Y-Triebwagen. Der Preis pro Zug betrug 18 Millionen Dänische Kronen. Der erste Triebzug wurde im April 1997 an die Gribskovbane geliefert. Heute sind die Triebzüge der IC2-Serie der einzige Zugtyp auf der Lollandsbane. Bei der Bahngesellschaft Lokaltog sind die Triebzüge der IC2-Serie der zweithäufigste Zugtyp des insgesamt nur drei Zugtypen umfassenden Triebwagenparks. Obwohl die Triebzüge der Serien IC2 und DSB MF mechanisch miteinander kuppelbar sind, können die IC2-Triebzüge die anderen Bauarten der Flexliner nicht steuern.

## Hintergrund
Die IC2-Triebzüge sind eine Weiterentwicklung der DSB MF. Sie wurden für den Einsatz auf Privatbahnen und auf bestimmten lokalen Strecken konzipiert, wie unter dem Begriff „RL2D“ zu verstehen ist, der „Regional Lokal 2 Diesel“ bedeutet, wobei 2 die Anzahl der Wagen ist. Unter anderem hoffte der Hersteller, dass die DSB IC2-Triebzüge für die Bahnstrecke Odense–Svendborg kaufen würden. Der erste Entwurf für den IC2-Zug war fast ein IC3-Zug ohne Zwischenwagen und ohne Motorausrüstung in einem Wagen. Mit dieser Lösung waren die Privatbahnen jedoch nicht zufrieden, die eine Reihe von Änderungen wünschten. Diese Änderungen führten zum aktuellen Erscheinungsbild. Trotz der Ähnlichkeit mit IC3/IR4 kann IC2 diesen Zugtypen nicht entsprechen. Dies liegt daran, dass das Schnittstellenmodul, mit dem die Computersysteme kommunizieren, nicht installiert ist. Es wurde davon ausgegangen, dass es immer noch nicht genutzt wird und daher das Geld nicht wert ist. Das Modul ist jedoch vorhanden und kann nachgerüstet werden.

## Innenausstattung

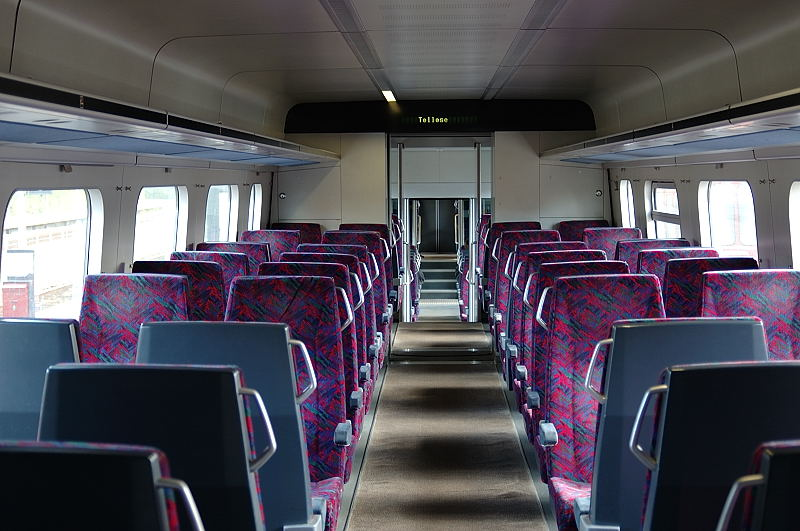
Innenansicht eines IC2-Triebzuges, eingestellt bei der damaligen Vestsjællands Lokalbaner

Die Triebwagen verfügen über einen Führerraum, daran anschließend einen Flex-Bereich mit acht Klappsitzen (knapp über dem vorderen Drehgestell) und unmittelbar danach einen 90 cm breiten Einstiegsbereich. Danach folgt eine Toilette und schließlich eine Fahrgastsektion. Die Steuerwagen der Reihe FS sind mit einem Abschnitt mit sechs Sitzen über dem gemeinsamen Jakobsdrehgestell von Trieb- und Steuerwagen ausgestattet. Unmittelbar nach diesem Drehgestell wird der Boden auf die normale Bahnsteighöhe (etwa 60 cm über Schienenoberkante) abgesenkt und mit einem Türbereich, dann einem Fahrgastbereich, einem Flex-Bereich mit vier Klappsitzen und Stellplätzen für Fahrräder, Kinderwagen oder stehende Fahrgäste und einem weiteren Türbereich versehen. Hier ist das dritte und letzte Drehgestell des Zuges, und der Boden des darüber befindlichen Passagierbereichs mit 6 Sitzen und dem anschließenden Führerraum ist wieder auf normale Höhe angehoben. Genau wie bei den Öresund-Zügen verfügen die Führerräume nur über ein Fenster in der Seite des Führerraums, jedoch über keine Tür. Der Zugang zu den Führerräumen erfolgt über den nächstgelegenen Türbereich.

## Betrieb
Die IC2-Triebzüge wurden in 13 Exemplaren ausgeliefert. Der erste Triebzug – MF 1041 mit dem Namen Mor Grib – traf am 20. Mai 1997 bei der Gribskovbane ein und wurde am 26. Juni in Betrieb genommen. Der Triebzug unternahm Präsentationsfahrten in Schweden und wurde unter anderem auf der Fachmesse für den Schienenverkehr Nordic Rail am 30. September 1997 in Jönköping vorgestellt.
Der erste IC2-Triebzug der Frederiksværkbane war MF 1044.
Die 13 Züge wurden ursprünglich zwischen den fünf Unternehmen Lollandsbanen, Odsherredsbanen/Tølløsebanen und Gribskovbanen/Frederiksværkbanen verteilt. Die sechs letzten Züge wurden 2007 auf die Lollandsbane verlagert, die 2009 mit Vestsjællands Lokalbaner und Østbanen zu Regionstog A/S fusionierte. Seit der Fusion von Regionstog A/S und Lokalbanen A/S zur Lokaltog A/S am 1. Juli 2015 befinden sich alle Triebzüge im Besitz dieser Bahngesellschaft.
| Bahnverwaltung                                          | Motorwagen                                              | Steuerwagen                                             | Lieferjahr | Bemerkungen                                                 |
| ------------------------------------------------------- | ------------------------------------------------------- | ------------------------------------------------------- | ---------- | ----------------------------------------------------------- |
| Lollandsbanen (LJ)                                      | LJ MF 1001–1004 RTOG MF 1001–1004                       | LJ FS 1101–1104 RTOG FS 1101–1104                       | 1997       | 2009 an Regionstog A/S                                      |
| Odsherreds Jernbane (OHJ) / Høng-Tølløse Jernbane (HTJ) | OHJ-HTJ MF 1021–1023 VL MF 1021–1023 RTOG MF 1021–1023  | OHJ-HTJ FS 1121–1123 VL FS 1121–1123 RTOG FS 1121–1123  | 1997       | 2003 an Vestsjællands Lokalbaner A/S 2009 an Regionstog A/S |
| Gribskovbanen (GDS) / Frederiksværkbanen (HFHJ)         | GDS-HFHJ MF 1041–1046 LJ MF 1041–1046 RTOG MF 1041–1046 | GDS-HFHJ FS 1141–1146 LJ FS 1141–1146 RTOG FS 1141–1146 | 1997       | 2007 an Lollandsbanen 2009 an Regionstog A/S                |

## Namen
Von den 13 gelieferten Triebzügen waren vier mit Namen versehen. Die Triebzüge 1021–1023 wurden nach den Sternbildern Löwe (Løven), Herkules (Hercules) und Orion (Orion) benannt, während der erste Triebzug 1001 den Namen Mor Grib erhielt, eine Anspielung auf Gribskov. Dieser trägt den Namen nicht mehr.